# Glömminge socken
Glömminge socken på Öland ingick i Algutsrums härad, ingår sedan 1974 i Mörbylånga kommun och motsvarar från 2016 Glömminge distrikt i Kalmar län.
Socknens areal är 37,09 kvadratkilometer allt land. År 2000 fanns här 601 invånare. Kyrkbyn Glömminge med sockenkyrkan Glömminge kyrka ligger i socknen. 

## Administrativ historik
Glömminge sockens stenkyrka uppfördes under 1100-talets andra hälft, i skriftliga dokument omnämns Glömminge socken första gången i två odaterade brev från omkring 1320 respektive 1330-talet, samt ett daterat från 1346.
Vid kommunreformen 1862 övergick socknens ansvar för de kyrkliga frågorna till Glömminge församling och för de borgerliga frågorna till Glömminge landskommun. Denna senare inkorporerades 1952 i Torslunda landskommun och uppgick 1974 i Mörbylånga kommun. 1884 överfördes byn Österskog från Högsrums socken till Glömminge. 2017 uppgick församlingen i Glömminge-Algutsrums församling.
1 januari 2016 inrättades distriktet Glömminge, med samma omfattning som församlingen hade 1999/2000.
Socknen har tillhört samma fögderier och domsagor som Algutsrums härad. De indelta båtsmännen tillhörde 2:a Ölands båtsmankompani.

## Geografi
Glömminge socken ligger vid västra kusten av mellersta Öland. Socknen består av barrskog och ekskog nedanför landborgen och lövskog och odlingsbygd ovan denna.

## Fornminnen
Många husgrunder och stensträngar från järnåldern finns vid Ryd och Gillsättra, liksom flera gravfält från den perioden.

## Namnet
Namnet (1283 Glöminge), taget från kyrkbyn, består av oklart förled och efterledet inge, boplats.

## Befolkningsutveckling
| Befolkningsutvecklingen i Glömminge socken 1750–1990                                                     | Befolkningsutvecklingen i Glömminge socken 1750–1990 | Befolkningsutvecklingen i Glömminge socken 1750–1990 | Befolkningsutvecklingen i Glömminge socken 1750–1990 | Befolkningsutvecklingen i Glömminge socken 1750–1990 |
| --- | ---------------------------------------------------- | ---------------------------------------------------- | ---------------------------------------------------- | ---------------------------------------------------- |
| |                                                      |                                                      |                                                      |                                                      |
| År |                                                      |                                                      | Folkmängd                                            |                                                      |
| 1750 | 1750                                                 |                                                      | 476                                                  |                                                      |
| 1760 | 1760                                                 |                                                      | 596                                                  |                                                      |
| 1769 | 1769                                                 |                                                      | 688                                                  |                                                      |
| 1780 | 1780                                                 |                                                      | 631                                                  |                                                      |
| 1790 | 1790                                                 |                                                      | 653                                                  |                                                      |
| 1800 | 1800                                                 |                                                      | 655                                                  |                                                      |
| 1810 | 1810                                                 |                                                      | 748                                                  |                                                      |
| 1820 | 1820                                                 |                                                      | 850                                                  |                                                      |
| 1830 | 1830                                                 |                                                      | 969                                                  |                                                      |
| 1840 | 1840                                                 |                                                      | 1 028                                                |                                                      |
| 1850 | 1850                                                 |                                                      | 1 048                                                |                                                      |
| 1860 | 1860                                                 |                                                      | 1 122                                                |                                                      |
| 1870 | 1870                                                 |                                                      | 1 178                                                |                                                      |
| 1880 | 1880                                                 |                                                      | 1 141                                                |                                                      |
| 1890 | 1890                                                 |                                                      | 910                                                  |                                                      |
| 1900 | 1900                                                 |                                                      | 901                                                  |                                                      |
| 1910 | 1910                                                 |                                                      | 796                                                  |                                                      |
| 1920 | 1920                                                 |                                                      | 707                                                  |                                                      |
| 1930 | 1930                                                 |                                                      | 700                                                  |                                                      |
| 1940 | 1940                                                 |                                                      | 680                                                  |                                                      |
| 1950 | 1950                                                 |                                                      | 645                                                  |                                                      |
| 1960 | 1960                                                 |                                                      | 537                                                  |                                                      |
| 1970 | 1970                                                 |                                                      | 410                                                  |                                                      |
| 1980 | 1980                                                 |                                                      | 556                                                  |                                                      |
| 1990 | 1990                                                 |                                                      | 597                                                  |                                                      |
| Anm: Källor: Umeå universitet - Tabellverket 1749-1859, Demografiska databasen, CEDAR, Umeå universitet. |                                                      |                                                      |                                                      |                                                      |

### Fotnoter
1. 1 2 3  Svensk Uppslagsbok andra upplagan 1947–1955: Glömminge socken
2. 1 2  Harlén, Hans; Harlén Eivy (2003). Sverige från A till Ö: geografisk-historisk uppslagsbok. Stockholm: Kommentus. Libris 9337075. ISBN 91-7345-139-8
3. 1 2  Det medeltida Sverige 4:3 Öland
4. ↑  ”Församlingar”. Statistiska centralbyrån. https://www.scb.se/hitta-statistik/regional-statistik-och-kartor/regionala-indelningar/forsamlingar/. Läst 30 december 2022.
5. ↑  Administrativ historik för Glömminge socken (Klicka på församlingsposten). Källa: Nationella arkivdatabasen, Riksarkivet.
6. 1 2  Sjögren, Otto (1931). Sverige geografisk beskrivning del 2 Östergötlands, Jönköpings, Kronobergs, Kalmar och Gotlands län. Stockholm: Wahlström & Widstrand. Libris 9939
7. 1 2 3  Nationalencyklopedin
8. ↑  Fornlämningar, Statens historiska museum: Glömminge socken
9. ↑  Fornminnesregistret, Riksantikvarieämbetet: Glömminge socken Fornminnen i socknen erhålls på kartan genom att skriva in sockennamn (utan "socken") i "Ange geografiskt område"